# 칼리닌스코솔른쳅스카야선
칼리닌스코 솔른쳅스카야 선(러시아어: Кали́нинско-Солнцевская ли́ния)은 모스크바 지하철의 8호선이다. 22개 역에 길이는 31.1km이다. 노선 색은 노란색이다.
칼리닌스코 솔른쳅스카야 선은 동쪽 구간에 해당하는 지하철 노선인 칼리닌스카야 선(러시아어: Калининская линия), 서쪽 구간에 해당하는 지하철 노선인 솔른쳅스카야 선(러시아어: Солнцевская линия)으로 나뉜다. 칼리닌스카야 선은 노보코시노 역에서 트레티야콥스카야 역까지 이어지고 솔른쳅스카야 선은 라스카좁카 역에서 델로보이 첸트르 역까지 이어진다.
동쪽 구간에 해당하는 칼리닌스카야 선은 1979년 12월 30일에 개통되었는데 이 노선은 1980년 모스크바 하계 올림픽에 대비해 건설된 지하철 노선이다. 2014년 1월 31일에는 서쪽 구간에 해당하는 지하철 노선인 솔른쳅스카야 선이 개통되었다. 2023년에는 칼리닌스카야 선과 솔른쳅스카야 선이 직결될 예정이다.

## 구간
| 구간                              | 개통일           | 길이   |
| --------------------------------- | ---------------- | ------ |
| 마륵시스츠카야 - 노보기레예보     | 1979년 12월 30일 | 11.4km |
| 마륵시스츠카야 - 트레티야콥스카야 | 1986년 1월 25일  | 1.7km  |
| 노보기레예보 - 노보코시노         | 2012년 8월 30일  | 3.2km  |
| 파르크 포베디 - 델로보이 첸트르   | 2014년 1월 31일  | 2.4km  |
| 파르크 포베디 - 라멘키            | 2017년 3월 16일  | 7.4km  |
| 라멘키 - 라스카좁카               | 2018년 8월 30일  | 15.0km |
| 총합:                             | 22역             | 31.1km |

## 환승역
|  | 노선                               | 환승역           |
|  | ---------------------------------- | ---------------- |
|  | 자모스크보레츠카야 선              | 트레티야콥스카야 |
|  | 콜체바야 선                        | 마륵시스츠카야   |
|  | 칼루시스코 리시스카야 선           | 트레티야콥스카야 |
|  | 타간스코 크라스노프레스넨스카야 선 | 마륵시스츠카야   |
|  | 류블린스코 드미트롭스카야 선       | 플로샤디 일리차  |

## 차량

### 수
- 6 차량 : 1979년부터 1992년까지
- 7 차량 : 1992년부터 2009년까지
- 8 차량 : 2009년부터

### 종류
| 차량                                          | 사용 기간 |
| --------------------------------------------- | --------- |
| 81-717/714, 81-717.5М/714.5М, 81-717.6/714.6. | 2009년-   |